# Кубок Испании по футболу 1917
17-й розыгрыш Кубка Испании.
Соревнование началось 11 марта 1917 года и завершилось 15 мая 1917 года финалом, проведенным на Камп де ла Индустрия в Барселоне, в котором футбольный клуб «Мадрид» поднял трофей в пятый раз за всю историю, одержав победу со счетом 2:1 над Аренас Гетхо.

## Команды
- Северный регион: Аренас Гетхо
- Центральный регион: ФК Мадрид
- Южный регион: Севилья
- Галисия: Спортинг Виго
- Астурия: Спортинг Хихон
- Каталония: Эспанья Барселона

## Четвертьфиналы
Спортинг Виго и Эспанья Барселона прошли в полуфинал напрямую

### Первые матчи
| ФК Мадрид | 8–1 | Севилья       |
| --- | --- | ------------- |
| Рикардо Альварес 5′ · Сантьяго Бернабеу · Сотеро Арангурен · Хосе Мариа Сансиненеа · Рене Петит · Сантьяго Бернабеу · Сантьяго Бернабеу · Сантьяго Бернабеу |     | Спенсер пен.′ |

| Спортинг Хихон | 0–1 | Аренас Гетхо     |
| -------------- | --- | ---------------- |
|                |     | Кампо 75′ (авт.) |

### Вторые матчи
| Севилья                   | 2–1 | ФК Мадрид             |
| ------------------------- | --- | --------------------- |
| Спенсер 33′ · Спенсер 75′ |     | Сантьяго Бернабеу 1T′ |

В связи с тем что команды выиграли по 1 матчу назначен дополнительный матч
| Аренас Гетхо | 7–0 | Спортинг Хихон |
| ------------ | --- | -------------- |
|              |     |                |

### Дополнительный матч
| Севилья | 0–4 | ФК Мадрид                                                                 |
| ------- | --- | ------------------------------------------------------------------------- |
|         |     | Рикардо Альварес · Рене Петит · Сантьяго Бернабеу · Хосе Мария Сансиненеа |

## Полуфиналы

### Первые матчи
| ФК Мадрид                                                                      | 4–1 | Эспанья Барселона |
| ------------------------------------------------------------------------------ | --- | ----------------- |
| Хуан Хосе Петит 5′ · Сантьяго Бернабеу · Сантьяго Бернабеу · Антонио де Микель |     | Беллависта pen.′  |

| Аренас Гетхо                              | 2–1 | Спортинг Виго |
| ----------------------------------------- | --- | ------------- |
| Мануэль Санчес 47′ · Хосе Мариа Пенья 58′ |     | Ноласко       |

### Вторые матчи
| Эспанья Барселона                 | 3–1 | ФК Мадрид      |
| --------------------------------- | --- | -------------- |
| Круэлла 33′ · Сегарра · Плаза 63′ |     | Luis Saura 40′ |

| Спортинг Виго | 0–2 | Аренас Гетхо |
| ------------- | --- | ------------ |
|               |     | ? · ?        |

### Дополнителный матч
| Эспанья Барселона       | 2–2 (a.e.t.) | ФК Мадрид                                   |
| ----------------------- | ------------ | ------------------------------------------- |
| Райч · Прат 115′ (пен.) |              | Луис Саура 12′ · Хосе Мариа Сансиненеа 100′ |

### Вторая переигровка
| Эспанья Барселона | 0–1 | ФК Мадрид                   |
| ----------------- | --- | --------------------------- |
|                   |     | Хосе Мариа Сансиненеа пен.′ |

## Финал
| ФК Мадрид | 0–0 (доп.время) | Аренас Гетхо |
| --------- | --------------- | ------------ |
|           |                 |              |

### Переигровка
| ФК Мадрид                              | 2–1 (доп.время) | Аренас Гетхо       |
| -------------------------------------- | --------------- | ------------------ |
| Рене Петит 75′ · Рикардо Альварес 113′ |                 | 15′ Мануэль Суарес |

| Кубок Испании 1917 Победитель |
| ----------------------------- |
| ФК Мадрид 5-й титул           |